# Arroyo Arenal Grande
Der Arroyo Arenal Grande ist ein Fluss in Uruguay.
Er entspringt südsüdwestlich von Cañada Nieto an der Grenze zum Nachbardepartamento Colonia unweit westlich der Quelle des Arroyo del Espinillo und nördlich derer des Arroyo de las Flores. Von dort fließt er auf dem Gebiet des Departamentos Soriano in nordwestliche Richtung, unterquert die Ruta 21 und verläuft dabei teils nahezu parallel zum östlich fließenden Arroyo Arenal Chico. Die Mündung ist im vorhandenen Kartenmaterial nicht klar bestimmbar, könnte jedoch in den Arroyo del Catalán führen.